# Interstate 481
Pour les articles homonymes, voir Route 481.
L'Interstate 481 (I-481) est une autoroute auxiliaire de l'I-81 qui forme une voie de contournement à l'est de Syracuse, New York.
Elle débute à la jonction avec l'I-81 au sud de la ville et passe par les banlieues est de Syracuse (Jamesville, DeWitt et Cicero) avant de rejoindre l'I-81 à North Syracuse. Au-delà de l'I-81, la route se poursuit comme NY 481.

## Description du tracé
L'I-481 débute à un échangeur avec l'I-81 au sud de Syracuse. Elle se dirige vers l'est puis le nord-est et croise quelques routes locales. Elle rencontre la NY 5 et la NY 92 à l'ouest de Lyndon. Poursuivant vers le nord, l'I-481 rencontre le terminus est de l'I-690. Elle croise ensuite d'autres routes locales puis, l'I-90. L'I-481 croisera deux autres routes avant d'atteindre son terminus nord à la jonction avec l'I-81. La route se poursuit au-delà de l'échangeur comme NY 481.

## Liste des sorties
| Interstate 481 |              |       |       |        |                                                      |                                                           |
| Comté          | Municipalité | mi    | km    | Sortie | Intersections / Destinations                         | Notes                                                     |
| Onondaga       | Syracuse     | 0,00  | 0,00  | —      | I-81 – Syracuse, Binghamton                          |                                                           |
| Onondaga       | Syracuse     | 0,00  | 0,00  | 1      | Brighton Avenue / Rock Cut Road                      | Rock Cut Road indiqué en direction nord seulement         |
| Onondaga       | DeWitt       | 3,33  | 5,36  | 2      | Jamesville Road – Jamesville                         |                                                           |
| Onondaga       | DeWitt       | 5,14  | 8,27  | 3      | NY 5 (en) / NY 92 (en) – DeWitt, Fayetteville        | Indiqué sortie 3E (est) et 3W (ouest)                     |
| Onondaga       | DeWitt       | 6,40  | 10,30 | 4      | I-690 ouest – Syracuse, Fairgrounds                  | Terminus est de l'I-690                                   |
| Onondaga       | DeWitt       | 8,32  | 13,39 | 5      | Kirkville Road                                       | Indiqué sortie 5E (est) et 5W (ouest)                     |
| Onondaga       | DeWitt       | 9,45  | 15,21 | 6      | I-90 Toll / New York State Thruway – Albany, Buffalo | Sortie 34A de l'I-90                                      |
| Onondaga       | DeWitt       | 10,20 | 16,42 | 7      | NY 298 (en) – Bridgeport                             |                                                           |
| Onondaga       | Cicero       | 13,48 | 21,69 | 8      | Northern Boulevard                                   |                                                           |
| Onondaga       | Cicero       | 15,08 | 24,27 | 9      | I-81 – Watertown, Syracuse                           | Indiqué sortie 9N (nord) et 9S (sud); sortie 29 de l'I-81 |
| Onondaga       | Cicero       | 15,08 | 24,27 |        | NY 481 (en) nord – Oswego                            | Continue au-delà du terminus nord                         |
| - Péage        |              |       |       |        |                                                      |                                                           |